# Altavilla
Altavilla (francosko Hauteville) je bila ena od najpomembnejših normanskih dinastij. Za začetnika velja Rabel Tancredi, normanski fevdalec, ki naj bi okoli leta 1000 posedoval ozemlje vasi Hauteville (danes Hauteville-la-Guichard) v Normandiji. Po njegovi smrti je fevd podedoval sin Tancredi (980 ali 990 – 1041 pribl.), ki je iz dveh zakonov imel vsaj 12 sinov in 5 hčera. Moški potomci so sledeči:
- Serlon (lastnik fevda Hauteville, morda edini od dinastije, ki ni odšel zdoma); njegov sin Serlon ni imel moških potomcev.
- Gotfrid (1020 – 1051?) je imel dva sina, Roberta in Rudolfa. O Rudolfovih sinovih Gotfridu in Raimondu ni zgodovinskih podatkov. Robert je imel sina Roberta in vnuka Viljema, a tudi o njunem nadaljnem potomstvu ni podatkov.
- Viljem (prvi grof Apulije 1010 – 1046) ni imel moških potomcev.
- Drogon (drugi grof Apulije <1010 – 1051): njegovega edinega sina Riharda je Robert Bistri izločil iz nasledstva.
- Umfred (>1010 – 1057): njegova sinova Abelarda in Hermana je Robert Bistri izločil iz nasledstva.
- Robert Bistri (vojvoda Apulije in Kalabrije 1025 - 1085) je imel več otrok, od katerih samo štiri moške potomce. To so bili Bohemond (in njegov sin Bohemond, brez moških potomcev), Rogerij Borsa (in njegov sin Viljem, brez moških potomcev), Gvido (brez moških potomcev) in Robert (brez moških potomcev).
- Malgerij (1030 – 1064): o negovem potomstvu ni zgodovinskih podatkov.
- Alfred: ni podatkov o njegovem prihodu v Italijo, verjetno je ostal na domačem posestvu v Normandiji.
- Tancredi: po prihodu na Sicilijo se je izgubila vsaka sled za njim.
- Viljem (grof v Salernski kneževini 1027 – 1080, polbrat istoimenskega apulijskega grofa) je imel tri sinove, Roberta, Tancredija in Riharda. Ni podatkov o potomstvu Roberta in Tancredija, prav tako ne za Rihardovega edinega sina Rogerija.
- Humbert: ni podatkov o njegovem prihodu v Italijo, verjetno je ostal na domačem posestvu v Normandiji.
- Rogerij (veliki grof Sicilije 1031 - 1101), ki mu je nasledil sin Rogerij II. Sicilski, kralj Sicilije. Njemu so sledili na kraljevem prestolu sin Viljem I. in nečak Viljem II., nato vnuk Tancredi in pravnuk Viljem III., s katerim je dinastija izumrla. Posestva in kraljevi naslov je podedovala Viljemova teta Konstanca Altavilla, sestra Rogerija II., ki je bila poročena s cesarjem Henrikom VI. Hohenstaufen. Njun sin Friderik II. je bil prvi razsvetljeni vladar Kraljevine Sicilije po izumrtju dinastije Altavilla.